# Cèler (mestre dels oficis)
Cèler (en grec: Κέλερ) va ser un general i mestre dels oficis de l'Imperi Romà d'Orient del començament del segle vi, actiu durant el regnat dels emperadors Anastasi I (r. 491-518) i Justí I (r. 518-527). D'origen il·liri, apareix per primera vegada l'any 503, quan va ser nomenat general a la Guerra Anastasiana contra l'Imperi Sassànida del xainxà Cobades I. El 504, va organitzar les seves tropes per a defensar Amida del setge persa, però aviat va partir amb elles cap al territori persa, on va recapturar diverses ciutat i va prendre molt botí. A finals del 504 va negociar una treva i l'any següent va recuperar Amida. El 506, va liderar les negociacions que van dur al tractat que va concloure la guerra i el 508 va ser nomenat com cònsol, probablement com recompensa.
Reapareix el 511, quan va conspirar, juntament amb Anastasi I per a deposar el patriarca de Constantinoble Macedoni II (r. 495-511) i va rebre ordres d'assegurar que Sever d'Antioquia i els seus monjos monofisites fossin col·locats als seus convents a Síria. El 512, va ser enviat a Constantinoble per a lidar amb les revoltes calcedonianes, però va fallar. Encara exercia el càrrec de mestre dels oficis el 518, quan va ser cessat per l'emperador Justí I (r. 518-527). El 519-520, és esmentat participant en les negociacions amb el patriarca de Roma per a acabar el cisma acacià.

## Biografia

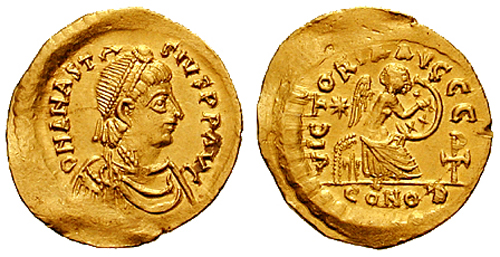
Semis de l'emperador de l'Anastasi I (r. 491-518)

Frontera oriental els segles V-VI

Cèler era il·liri. El 503, l'emperador Anastasi I (r. 491-518) el va nomenar general a la guerra en curs contra l'Imperi Sassànida del xa Cobades I. A la primavera del 504, va dur els seus homes cap a Amida, que estava assetjada, però just després ho va deixar estar i es va involucrar en una invasió en el territori persa, recapturant diverses ciutats i prenent molt botí. A finals del 504, Cèler es va ocupar de les negociacions amb els perses, que van acabar amb una treva temporal.
El 505, estava novament actiu a la frontera oriental, però no és registrat a les grans operacions militars; va mantenir, tanmateix, contactes continus amb els perses, rescatant Amida per prop de 453 quilos d'or. A la tardor del 506, Cèler i Caliopi van posar en pràctica les lleis emeses per Anastasi I. Cèler va liderar les negociacions imperials amb els perses a Dara, que van acabar amb la firma d'un tractat de pau. Tal vegada com recompensa, va ser nomenat cònsol l'any 508, amb Basili Venanci. Ja hi havia estat nomenat com mestre dels oficis en algun moment entre el 503-504.
El 511, Cèler va conspirar amb Anastasiper a exiliar el patriarca de Constantinoble Macedoni II (r. 495-511), induint-ho a signar un document que rebutjava els concilis de l'Efes i Calcedònia i així perdre el suport de la facció pro-calcedoniana. Després, Cèler va rebre l'ordre d'assegurar-se que Sever d'Antioquia i els seus monjos monofisites fossin tornats a ubicar als seus convents a Síria. El 512, Cèler va ser enviat a Constantinoble, juntament amb Patrici, per a pacificar les multituds calcedonianes desenfreades, però va fallar.
Cèler encara exercia el càrrec de mestre dels oficis quan Justí I (r. 518-527) el 9 de juliol de 518 va ser coronat emperador, però just després va ser cessat d'aquest càrrec (el seu primer successor registrat va ser Tacià el 520, encara que Símmac potser va ocupar el càrrec el 519). Després d'això, va participar a les negociacions del 519-520 amb el patriarca de Roma per a acabar el cisma acacià. És descrit pels cronistes com savi, bé educat, un administrador capaç, i personalment coratjós. La data o la forma de la seva mort no ens ha arribat, excepte una referència al fet de ser "infeliz".